# Bärsskäret (vid Örö, Kimitoön)
Bärsskäret är en ö i Finland. Den ligger i Skärgårdshavet eller Norra Östersjön vid Örö i kommunen Kimitoön i den ekonomiska regionen  Åboland i landskapet Egentliga Finland, i den sydvästra delen av landet. Ön ligger omkring 70 kilometer söder om Åbo och omkring 150 kilometer väster om Helsingfors.
Öns area är 10,1 hektar och dess största längd är 490 meter i nord-sydlig riktning.